# Aspilonaxa obliquaria
Aspilonaxa obliquaria är en fjärilsart som beskrevs av John Henry Leech 1897. Aspilonaxa obliquaria ingår i släktet Aspilonaxa och familjen mätare. Inga underarter finns listade i Catalogue of Life.